# مؤسسه فیلم نروژ
مؤسسه فیلم نروژ (نروژی: Norsk filminstitutt) مؤسسه‌ای است که در سال ۱۹۵۵ میلادی به‌منظور حمایت از صنعت سینمای نروژ پایه‌گذاری شد.
این مؤسسه در سال ۲۰۰۸ میلادی و تحت نظارت «وزارت فرهنگ نروژ» با «صندوق فیلم نروژ»، «مؤسسهٔ توسعهٔ سینمای نروژ» و «کمیسیون فیلم نروژ» ادغام شد تا «مؤسسهٔ نوین فیلم نروژ» شکل بگیرد.
این مؤسسه عضوی از «فدراسیون بین‌المللی بایگانی فیلم»، «شورای بین‌المللی رسانه‌های آموزشی»، «سینمای اسکاندیناوی» و آکادمی فیلم اروپا است.
بخش عمده‌ای از بایگانی کتابخانه‌ای این مؤسسه در یک مرکز شدیداً محافظت‌شده در شهرک مو یی رانا نگهداری می‌شود.